# Slimane Hassani
Pour les articles homonymes, voir Hassani.
Slimane Hassani, né le 4 avril 1943, est un homme politique algérien. Membre du Front de libération nationale, il est député de la cinquième circonscription électorale de la wilaya de Béjaïa au cours des deuxième et troisième législatures (1982-1987/1987-1992).

## Biographie
Né à Darguina dans la wilaya de Bejaia le 4 avril 1943; il a commencé sa carrière comme enseignant en langue française puis inspecteur et directeur de l'Éducation à Bejaia. Il a enchainé deux mandat comme député FLN. 
Il est décédé à l’âge de 69 ans.